# Sun Dianying
Sun Dianying (chinois simplifié : 孙殿英 ; chinois traditionnel : 孫殿英 ; pinyin : sūn diànyīng, 1887-1948) est un petit seigneur de la guerre chinois de la première moitié du XXe siècle.

## Biographie
Né en 1887 à Yongcheng dans le Henan, Sun devient d'abord bandit dans la région. Il étend progressivement son influence et son pouvoir d'année en année. En 1925, Sun rejoint l'armée nationale révolutionnaire. En 1928, il complote pour organiser le fameux pillage du mausolée oriental des empereurs mandchous, dont celui de l'impératrice douairière Cixi. Plus tard, avec Feng Yuxiang et Yan Xishan, Sun participe à plusieurs mouvements anti-Tchang Kaï-chek.
En 1932-33, lorsque les forces japonaises du 4e de cavalerie et de la 6e division envahissent la province de Rehe (Jehol), Sun commande la 41e armée et participe à la bataille de Rehe. Cette résistance réhabilite un peu sa réputation, mais il y saisit aussi l'opportunité d'augmenter sa puissance. Au moment de la trêve de Tanggu, les troupes de Sun sont chargées de la stratégique voie ferrée entre Pékin et le Suiyuan.
En mai 1933, il organise avec Feng Yuxiang l'armée anti-japonaise populaire du Cháhāěr. Il appelle en même temps à la résistance au Japon et critique le gouvernement central de Tchang Kaï-chek. Le gouvernement national craint que Sun Dianying ne coopère avec l'armée anti-japonaise de Feng car cela l'autoriserait à utiliser la voie ferrée pour soutenir ses forces. Cependant, Sun ne désire pas être impliqué dans un conflit avec Tchang et espère participer au développement du Nord-Ouest et obtenir le contrôle d'un territoire personnel. Mi-juin, lorsque Tchang ordonne à l'armée de Sun de quitter la voie ferrée et de partir prendre possession d'une terre en friche dans le Qinghai, il accepte. Les troupes de Tchang les remplacent en juillet, coupant ainsi l'armée anti-japonaise du reste de la Chine.
Tchang espère que son allié de la clique de Ma aura assez de force pour affronter Sun Dianying et que les deux s'affaibliraient mutuellement. De plus, Tchang envoie Zhu Shaoliang au Nord-Ouest prendre la direction du district de pacification du Gansu qui, pour son propre bénéfice, encourage secrètement les trois sultanats de Ma à empêcher Sun d'atteindre sa nouvelle terre. Les fortes protestations de la région, et la faiblesse de Tchang dans le secteur, le persuade finalement d'arrêter l'avancée de Sun au Suiyuan en novembre 1933. Cependant, ses forces souffrent d'un manque de vivres et sont mécontentes de leur inactivité.
En janvier 1934, la famine et les mutineries menaçant son armée, Sun Dianying est forcé de marcher avec ses 60 000 hommes vers le Ningxia à l'ouest, gouverné par Ma Hongbin (en). Soutenu par Ma Hongkui (en) au Gansu, et Ma Bufang et son jeune frère Ma Buqing au Qinghai, Ma Hongbin refuse de le laisser entrer dans la province et commence une campagne qui durera trois mois, avec beaucoup de pertes des deux côtés. Fin mars, Yan Xishan disperse ses troupes pour couper la retraite à Sun, tandis que Tchang Kaï-chek saisit la chance d'abolir publiquement les différents privilèges de Sun. Celui-ci est contraint début avril de battre en retraite vers Baotou, et se rend ensuite à Taiyuan pour vivre reclus, le restant de ses troupes défaites étant incorporées dans les forces provinciales de Yan Xishan.
En 1937, lorsque la seconde guerre sino-japonaise éclate, Sun refait surface et commande des troupes contre les Japonais, notamment la guérilla Hebei-Cháhāěr en 1938. En 1943, il est nommé à la tête de la 5e armée mais il se rend aux Japonais peu après et est placé à la tête du 24e groupe d'armée, une unité pro-japonaise du gouvernement de Nankin. En août 1943, ses troupes sont vaincues par l'armée populaire de libération communiste durant la campagne de Linnan (en).
Après la fin de la guerre avec les Japonais, Sun participe à la guerre civile chinoise du côté des nationalistes. En 1947, il est de nouveau vaincu par l'armée populaire de libération et fait prisonnier. Il meurt en 1948 dans un camp de prisonniers.

## Sources
- 民国军阀派系谈 (The Republic of China warlord cliques)
- 中国抗日战争正面战场作战记 (China's Anti-Japanese War Combat Operations)
  - Author : Guo Rugui, editor-in-chief Huang Yuzhang
  - Jiangsu People's Publishing House
  - Date published: 2005-7-1
  -  (ISBN 7-214-03034-9)
- China and Eurasia Forum Quarterly, Volume 5, No. 1; Nationalists, Muslim Warlords, and the “Great Northwestern Development” in Pre-Communist China by Hsiao-ting Lin, p. 121-142 (2007)
  - ©Central Asia-Caucasus Institute& Silk Road Studies Program
  -  (ISSN 1653-4212)

- (en) Cet article est partiellement ou en totalité issu de l’article de Wikipédia en anglais intitulé « Sun Dianying » (voir la liste des auteurs).